# Iglesia de San Sebastián (Barrado)
La iglesia de San Sebastián es el templo parroquial católico de la villa española de Barrado, en la provincia de Cáceres. 
Fue construida en el siglo XVI, con notables reformas en el siglo XVIII. Se ubica en el centro de la villa, a poco más de veinte metros al noreste de la plaza de España. El templo está rodeado por callejones estrechos, excepto en el lado de la epístola, donde se abre una pequeña plazuela. Su parcela abarca una superficie gráfica de 320 m².

## Historia
El actual edificio data del siglo XVI, aunque se le hicieron importantes reformas en el siglo XVIII. No sigue un estilo artístico definido: sus elementos arquitectónicos siguen principalmente a la arquitectura del Barroco propia de su época de reconstrucción, pero también a aspectos de la arquitectura vernácula, pues es un edificio por lo general austero, incluyendo elementos que recuerdan al románico propio de siglos anteriores. La última gran restauración del templo tuvo lugar en 1996, con una obra en la que la Junta de Extremadura invirtió casi veinte millones de pesetas.

## Descripción
En general, el edificio está construido con mampostería, salvo algunos elementos como los vanos y las esquinas, que incluyen sillarejo de granito. Por su parte, la techumbre es de madera y gran parte de la fachada cuenta con esgrafiados simulando sillares. Se estructura en una sola nave de planta rectangular, dividida en tres tramos por grandes arcos de medio punto, a la que se suma una capilla mayor, separada de la nave por un arco triunfal que también es de medio punto, pero más estrecho que los arcos de la nave para dejar espacio en los laterales a dos retablos. A los pies del templo hay un coro de madera, que forma un cuarto tramo adicional de la nave al estar separado por otro arco. Junto a la cabecera, en el lado de la epístola, se ubica el campanario, de planta cuadrada, notable altura y coronado por un chapitel con forma de pirámide octogonal, en torno al cual hay cuatro pináculos y dos gárgolas.
El acceso al templo se lleva a cabo por dos portadas en la actualidad, puesto que una tercera, ubicada en el lado del evangelio, se cegó durante la década de 1960 y en ella se ha instalado hoy en día la capilla bautismal. La puerta del lado de la epístola es la más destacable, con arco de medio punto moldurado y pometeado, elemento frecuente en las iglesias serranas del siglo XVI. Se accede a ella por unas escalinatas de piedra granítica y atrio de reducidas dimensiones. La segunda portada se ubica en el imafronte, es adintelada y se ubica tras un pretil elevado.

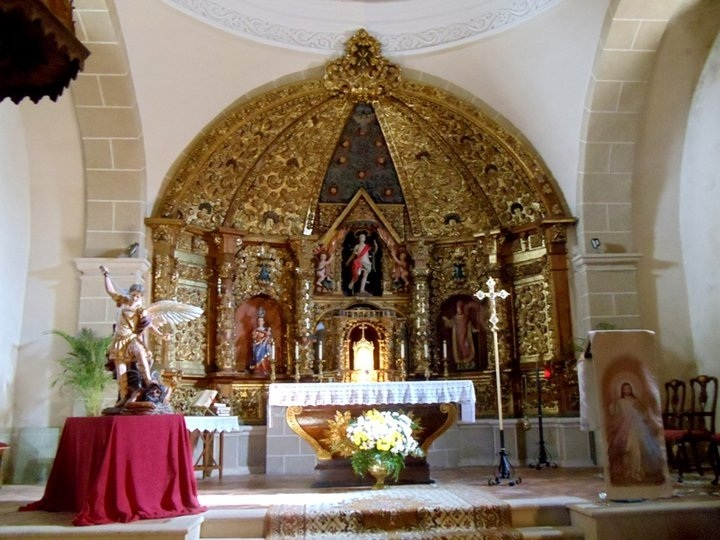
Retablo mayor

La parte arquitectónicamente más destacable del edificio es la capilla mayor, que data del siglo XVIII, y en la que cuatro arcos torales sostienen una cúpula; de esos cuatro arcos, el paralelo al arco triunfal está cubierto por un retablo mayor de la misma forma. Este retablo, de estilo barroco, notablemente decorado y fechado a mediados del siglo XVIII, es obra de los hermanos de la Inzera Velasco, entalladores y retableros barradeños, autores de numerosos retablos y obras en templos del valle del Jerte y de la Vera. A cada uno de los lados se sitúan sendos altares barrocos dorados, de factura más sencilla que el central.

## Uso actual

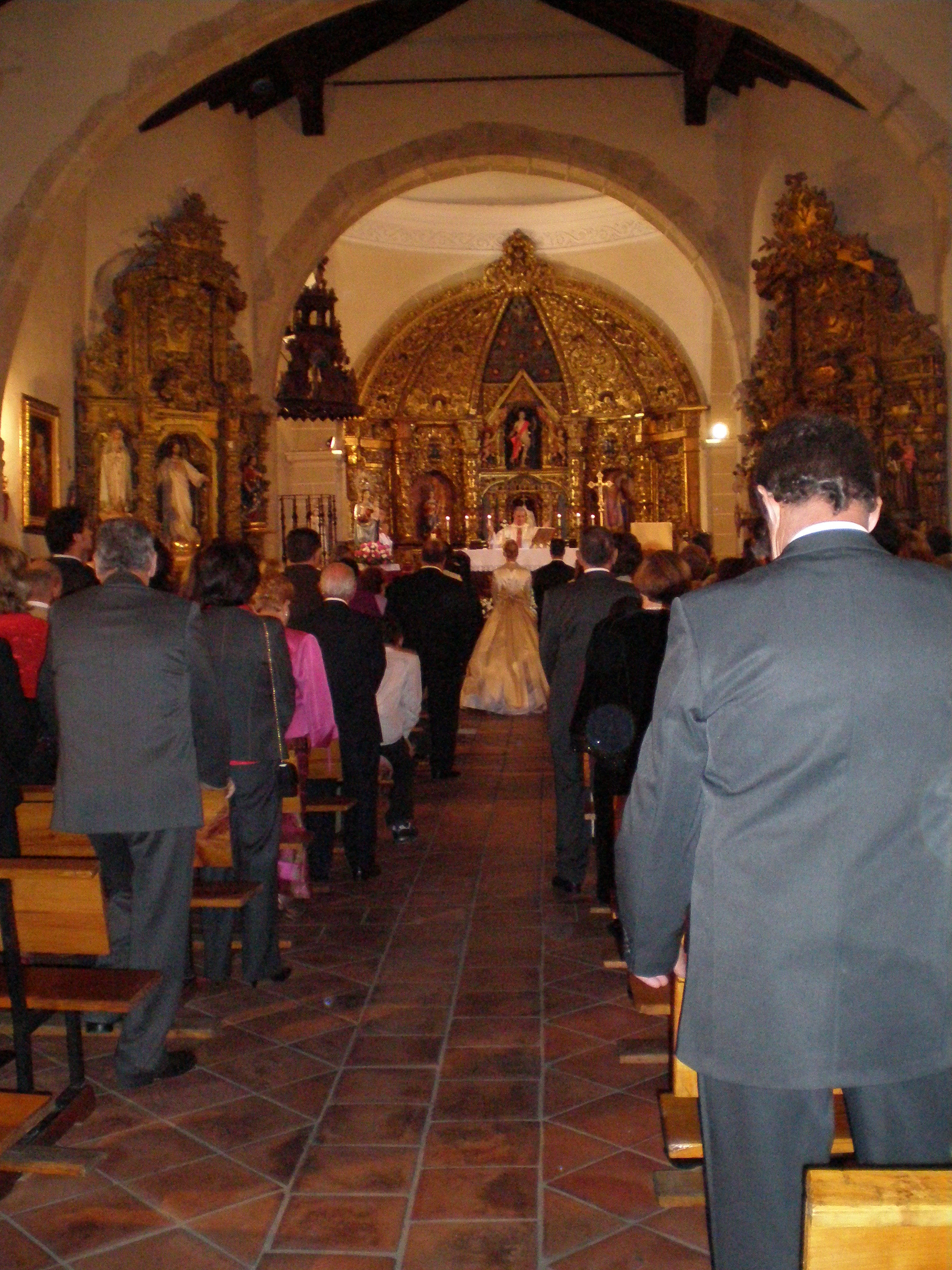
Interior del templo durante una boda

Desde el punto de vista eclesiástico, el templo es sede de una parroquia que abarca el municipio de Barrado, dependiente del arciprestazgo de Jaraíz de la Vera en la diócesis de Plasencia. La parroquia barradeña tiene dos ermitas a su cargo: la ermita de Nuestra Señora del Viso y la ermita del Cristo del Humilladero.
Entre las celebraciones folclóricas que tienen lugar en torno a este templo, destacan las de los patrones de la villa San Sebastián y San Gregorio, el 20 de enero y 9 de mayo respectivamente. A San Sebastián los vecinos siguen dedicándole las tradicionales alborás, una tradición invernal antiguamente extendida por amplias zonas de la provincia pero que actualmente solo algunas localidades conservan. Durante varias horas, un grupo de personas, acompañadas solamente por un tambor, recorren las calles desde las cuatro de la madrugada del 19 al 20 de enero, cantando en determinados puntos coplas que rememoran la vida del santo. El grupo finaliza en la casa del alcalde, quien invita a desayunar a los asistentes. El templo parroquial, además de ser el lugar donde empiezan las alborás, alberga la misa y procesión a las doce, celebración en la cual se adorna la imagen del santo con ramas de laurel y dulces tradicionales como roscas y huesillos. Posteriormente, el Ayuntamiento convida a una comida a todos los vecinos. Antiguamente la fiesta duraba varios días, pero ha quedado reducida a estos actos, debido a la dificultad de los emigrantes para regresar en estas fechas y a la mayor atracción de los turistas hacia el más conocido Jarramplas de Piornal.
Frente a la celebración más generalizada de San Sebastián, la fiesta de San Gregorio es autóctona de esta villa, pues en ella se conmemora que Barrado no se vio afectado por una epidemia de peste. Con motivo de esta festividad se realiza un ramo tradicional con ramas de madroño y dulces, que acompaña al santo, el cual lleva en la mano un ramillete hecho con cerezas. Durante la procesión se cantan al santo unas serie de coplas, que conmemoran su vida. Hasta los primeros años del siglo XXI, la imagen de San Gregorio, una vez finalizada la procesión, se colocaba mirando a diferentes fincas del pueblo, a petición de los asistentes, para bendecir sus cosechas y librarlas de las epidemias. Aparte de las dos fiestas citadas, en la Semana Santa que se celebra en este templo es especialmente conocida la procesión del encuentro, que se celebra de madrugada el Domingo de Resurrección, donde en la vecina plaza mayor se produce el encuentro de la Virgen con Jesús resucitado y se cantan las coplas del encuentro.
Las normas subsidiarias urbanísticas de Barrado protegen el edificio como monumento de relevancia local. Además, el escudo de la villa reconoce la importancia cultural del edificio, al representar en su primer cuartel la fachada del lado de la epístola del templo.